# Empire Falls (mini-série)
Pour l’article homonyme, voir Empire Falls (roman).
Empire Falls est une mini-série américaine dirigée par Fred Schepisi  et inspirée du roman éponyme de Richard Russo paru en 2001. La mini-série a été diffusée sur la chaîne de télévision HBO à partir du 28 mai 2005 et a reçu plusieurs prix.

## Synopsis
Dans la petite ville d'Empire Falls, le quotidien de Miles Roby n'est pas de tout repos. Sa femme ne l'aime plus, sa fille adolescente traverse une période de crise et son père n'est pas facile à vivre.

## Distribution
- Ed Harris (VF : Patrick Floersheim) : Miles Roby
- Philip Seymour Hoffman : Charlie Mayne
- Helen Hunt (VF : Nathalie Homs) :  Janine Roby
- Paul Newman : Max Roby
- Robin Wright (VF : Odile Cohen) : Grace Roby
- Aidan Quinn : David Roby
- Joanne Woodward : Francine Whiting
- Dennis Farina : Walt Comeau
- William Fichtner : Jimmy Minty
- Estelle Parsons : Bea
- Theresa Russell (VF : Hélène Chanson) :  Charlene
- Kate Burton : Cindy Whiting
- Jeffrey DeMunn : Horace
- Trevor Morgan : Zack Minty
- Danielle Panabaker (VF : Émilie Rault) : Tick Roby

## Récompenses et nominations

### Golden Globe Awards
- Golden Globe de la meilleure mini-série ou du meilleur téléfilm
- Golden Globe du meilleur acteur dans un second rôle dans une série, une mini-série ou un téléfilm - Paul Newman